# Rapide Oued Zem
Der Rapide Club Oued Zem (arabisch نادي سريع وادي زم لكرة القدم, DMG Nādī Sarīʿ Wādī Zam li-kurat al-qadam), auch als Rapide Oued Zem bekannt, ist ein 1926 gegründeter marokkanischer Fußballverein aus Oued Zem. Aktuell spielt der Verein in der zweiten Liga, der Botola 2.

## Erfolge
- Marokkanischer Zweitligameister: 2017
- Marokkanischer Drittligameister: 1945, 2016

## Stadion
Der Verein trägt seine Heimspiele im Stade Municipal de Oued Zem in Oued Zem aus. Das Stadion hat ein Fassungsvermögen von 3000 Personen.

## Trainerchronik
| Trainer            | Nation            | von                | bis                |
| ------------------ | ----------------- | ------------------ | ------------------ |
| Said Seddiki       | Marokko           | 1. Juni 2014       | 1. September 2015  |
| Mohamed Bekkari    | Marokko           | 1. Juli 2016       | 19. Februar 2018   |
| Youness Ataba      | Marokko           | 20. Februar 2018   | 26. Februar 2018   |
| Tarek Mostafa      | Ägypten           | 12. März 2018      | 26. Februar 2019   |
| Hassan Benabicha   | Marokko           | 1. März 2019       | 24. Oktober 2019   |
| Mounir Chebil      | Marokko Schweden  | 25. November 2019  | 17. Oktober 2020   |
| Youssef Fertout    | Marokko           | 23. Oktober 2020   | 24. Februar 2021   |
| Azzeddine Belkebir | Marokko           | 25. Februar 2021   | 3. April 2021      |
| Fouad Sahabi       | Marokko           | 4. April 2021      | 21. September 2021 |
| Abdellah Haddoumi  | Marokko           | 22. September 2021 | 30. September 2021 |
| Mounir Chebil      | Tunesien Schweden | 29. September 2021 | 10. November 2021  |
| Abdelkrim Jinani   | Marokko           | 22. November 2021  | 3. April 2022      |
| Gugliermo Arena    | Italien Schweiz   | 11. April 2022     | 7. Juli 2022       |
| Mohamed Bekkari    | Marokko           | 15. August 2022    | heute              |